# Polypleurum
Polypleurum là một chi thực vật có hoa trong họ Podostemaceae.

## Loài
Chi Polypleurum gồm các loài: